# УКАМ Мурсия (баскетбольный клуб)
«УКАМ Мурсия» (исп. Universidad Católica de Murcia Club de Baloncesto, S.A.D.) — испанский баскетбольный клуб из города Мурсия. Домашней ареной является Паласио де Депортес де Мурсия. В настоящее время выступает в высшем испанском дивизионе Лиге ACB.

## Эмблемы команды
|  |  |  |

## История
По спонсорским причинам клуб несколько раз менял названия:
- Хувер Мурсия, 1985—1993
- Мурсия Артел, 1997—1998
- Рекреативос Оренес Мурсия, 1998—1999
- Этоса, 2000—2003
- Поларис Уорлд Мурсия, 2003—2008
- ЮКАМ Мурсия, 2011—н. в.[1]

## Достижения

### Национальные турниры
ИБЛ Оро
- Чемпион (4): 1989/1990, 1997/1998, 2002/2003, 2010/2011

Кубок Принцессы Астурийской
- Обладатель: 2006

### Европейские турниры
Лига чемпионов ФИБА
- Бронзовый призёр (2): 2017/2018, 2023/2024